# 学校法人育英学院
学校法人育英学院（いくえいがくいん）は、カトリックの男子修道会であるサレジオ会が出捐するミッションスクールの運営法人である。

## 設置校

### 高等専門学校
- サレジオ工業高等専門学校

### 小学校・中学校
- サレジオ小学校・中学校

### 幼稚園
- 目黒サレジオ幼稚園
- 足立サレジオ幼稚園
- 町田サレジオ幼稚園

### サレジオ会傘下の学校法人
- 学校法人サレジオ学院
- 学校法人大阪星光学院
- 学校法人日向学院

### サレジアン・シスターズ傘下の学校法人
- 学校法人星美学園
- 学校法人城星学園